# Adligenswil
Adligenswil (schweizerdeutsch Adligeswil, Adligeschwil ˌɑdligəʃˈʋiːl, ˌɑdligənsˈʋiːl, kurz Adlige ˈɑdligə) ist eine politische Gemeinde im Wahlkreis Luzern-Land des Kantons Luzern in der Schweiz.

## Geographie
Adligenswil ist eine Streusiedlung, die nordöstlich der Stadt Luzern, auf der Nordseite des Würzebachtals liegt. Der Würzebach fliesst drei Kilometer weiter südwestlich in den Vierwaldstättersee. In Richtung Westen wird das Gemeindegebiet zum Rontal hin entwässert. Die Hauptsiedlung Adligenswil befindet sich in einer Senke zwischen dem Dietschiberg und dem Dotteberg, Stuben liegt an der westlichen Gemeindegrenze und Dottenberg am Hang des gleichnamigen Hügels. Das Dorf liegt abseits der grossen Verkehrswege, das Zentrum der Stadt Luzern ist jedoch mit Bus oder Auto in 15 Minuten erreichbar.
Der höchste Punkt der Gemeinde befindet sich auf dem Dotteberg auf 750 m ü. M., der tiefste am Würzebach an der Gemeindegrenze zu Luzern auf 458 m ü. M.
Von der Gemeindefläche sind 50,4 % landwirtschaftliche Nutzfläche, 24,3 % Wald und Gehölz und 23,6 % Siedlungsfläche (Stand 2015/2016). Nachbargemeinden sind Dierikon im Norden, Udligenswil und Küssnacht am Rigi im Nordosten, Meggen im Süden, Luzern im Südwesten und Ebikon im Westen.

## Geschichte
Die älteste erhaltene Erwähnung des Ortes, als Adelgeswiler, stammt von 1243. Der Ortsname ist zusammengesetzt aus dem althochdeutschen Personennamen Adalgis und dem bei alamannischen Gründungen häufigen Hinterglied -wīlāri zur Bezeichnung neuer Hofsiedlungen.
Bis ins 13. Jahrhundert stand Adligenswil wie auch die nächste Umgebung von Luzern unter der Herrschaft des Stiftes Luzern und der elsässischen Fürstabtei Murbach. 1291 fiel Luzern an die Habsburger. Der Meierhof Adligenswil wurde 1291 durch das Kloster Murbach an Habsburg verkauft und 1395/1406 von Luzern erworben. In der Zeit zwischen der Schlacht am Morgarten (1315) und der Schlacht bei Sempach (1386) ging der habsburgische Einfluss nach und nach zurück. 1406 erwarb Luzern die Grundherrschaft über die Vogtei Habsburg, zu der auch Adligenswil gehörte. 1861 wurde Adligenswil eine eigene Pfarrei.

## Bevölkerung
Im 19. Jahrhundert wuchs die Bevölkerung nur langsam an, und Adligenswil bewahrte so den Charakter eines ländlichen Bauerndorfes (1798–1900: +32,8 %). Bis 1960 setzte sich das langsame Wachstum fort (1900–1960: +29,9 %). Anfang der 1970er setzte erste Bautätigkeit ein, die sich ab 1975 immer mehr verstärkte und bis 2010 dauerte. Bis zur Jahrtausendwende hatte sich die Einwohnerzahl mehr als vervierfacht (1970–2000: +425,7 %). Bis 2010 wuchs die Bevölkerung noch leicht weiter (2000–2010: +9,4 %), seither ist die Einwohnerzahl wieder leicht rückläufig (2010–2020: −0,2 %).
Mit seinen rund 5500 Einwohnern ist Adligenswil überschaubar und hat sich den ländlichen Charme erhalten. Die Leute kennen sich und pflegen Kontakt untereinander. Typisch für das Dorf sind die zahlreichen Wohnsiedlungen ohne Durchgangsverkehr. Dank dieser einmaligen Lage abseits der grossen Verkehrsachsen und der Stadtnähe geniesst Adligenswil grosse Beliebtheit als Wohngemeinde.
Quellen: 1798–1837: Helvetische und kantonale Volkszählungen; 1850–1980 Volkszählungsergebnisse, 1981–2010 ESPOP, seit 2011 STATPOP

### Religionen – Konfessionen
Bis weit ins 20. Jahrhundert war in Adligenswil eine fast ausschliesslich römisch-katholische Bevölkerung beheimatet. Im Jahr 1900 waren von 575 Bewohnern 572 katholisch und drei Personen protestantisch. Im Jahr 1950 waren von 712 Bewohnern 682 katholisch und 30 protestantisch. Mit dem Bevölkerungswachstum ab 1960 änderte sich dies stark.
Die beiden grössten Gemeinschaften waren im Jahr 2000 die römisch-katholische Kirche mit 3221 Mitgliedern und die evangelisch-reformierte Kirche mit 884 Mitgliedern. Damals gab es zudem noch 26 Mitglieder von ostkirchlichen und orientalischen Kirchen (umgangssprachlich Orthodoxe genannt). Die letzte klassische Volkszählung erbrachte folgende Zahlen:
| Jahr                                                   | Buddhisten | Buddhisten | Christen | Christen | Hindus | Hindus | Juden | Juden | Muslime | Muslime | Andere Religionen | Andere Religionen | Konfessionslose | Konfessionslose | keine Angaben | keine Angaben | Total | Total    |
| Jahr                                                   | Zahl       | %          | Zahl     | %        | Zahl   | %      | Zahl  | %     | Zahl    | %       | Zahl              | %                 | Zahl            | %               | Zahl          | %             | Zahl  | %        |
| ------------------------------------------------------ | ---------- | ---------- | -------- | -------- | ------ | ------ | ----- | ----- | ------- | ------- | ----------------- | ----------------- | --------------- | --------------- | ------------- | ------------- | ----- | -------- |
| 2000                                                   | 15         | 0,30       | 4267     | 85,17    | 19     | 0,38   | 0     | 0,00  | 91      | 1,82    | 4                 | 0,08              | 484             | 9,66            | 130           | 2,60          | 5010  | 100,00 % |
| Quelle: Ergebnis der Eidgenössischen Volkszählung 2000 |            |            |          |          |        |        |       |       |         |         |                   |                   |                 |                 |               |               |       |          |

Seither gab es keine Vollerhebung mehr. Durch die Entkirchlichung ist die Anzahl der Christen seither stark geschrumpft und die Anzahl von Konfessionslosen stark angewachsen. Infolge Zuwanderung wächst ausserdem die Zahl der Orthodoxen und der Mitglieder nichtchristlicher Religionen.
Ende 2021 waren 2814 Personen oder 51,7 % der Bevölkerung römisch-katholische Christen, 765 Protestanten (14,1 %) und 1863 Übrige (34,2 %). Quelle LUSTAT und  Anmerkung: Bei den Protestanten sind nur die Mitglieder der Kirchen im Schweizerischen Evangelischen Kirchenbund (Reformierte und Methodisten) einbezogen. Es gibt zahlreiche weitere protestantische Gemeinschaften (z. B. Mennoniten, Mitglieder der Heilsarmee, Baptisten, Mitglieder der Pfingstbewegung etc.), deren Mitglieder ebenso unter Übrige aufgeführt sind wie die Christkatholiken, Zeugen Jehovas, Orthodoxe und andere christliche Gemeinschaften, die Nichtchristen (meist Muslime, Hindus, Buddhisten und Juden) sowie die Konfessionslosen.

### Herkunft – Nationalität
Ende 2020 zählte die Gemeinde 5471 Einwohner. Davon waren 4852 Schweizer Staatsangehörige und 619 (= 11,3 %) Menschen anderer Staatsangehörigkeit. Die grössten Zuwanderergruppen kommen aus Deutschland (210), Italien (55), Österreich (32), Portugal (28), dem Kosovo (21), Ungarn, Spanien (je 19), dem Vereinigten Königreich (18), der Niederlande (16) und der Slowakei (15).

## Politik

### Gemeinderat
Der Gemeinderat von Adligenswil in der Amtsperiode 2020–2024 setzt sich wie folgt zusammen:
- Markus Gabriel (SVP): Gemeindepräsident
- René Lottenbach (FDP): Finanzvorsteher
- Gisela Widmer Reichlin (SP): Bauvorsteherin
- Ferdinand Huber (SVP): Sozialvorsteher
- Felicitas Marbach-Lang (Die Mitte): Bildungsvorsteherin

### Kantonsratswahlen
Bei den Kantonsratswahlen 2023 des Kantons Luzern betrugen die Wähleranteile in Adligenswil: SVP 23,36 %, SP (einschliesslich JUSO) 20,12 %, FDP 16,49 %, Mitte (einschliesslich Junge Mitte) 15,90 %, Grüne (mit JG und GrüneUnt) 12,64 %, glp (mit JGLP) 11,22 % und EVP 0,28 %.
Bei den Kantonsratswahlen 2019 des Kantons Luzern betrugen die Wähleranteile in Adligenswil: SVP 19,41 %, SP (mit Juso) 19,35 %, FDP 18,18 %, GPS (mit JG) 15,94 %, CVP (mit JCVP) 12,79 %,   und BDP 0,52 %.

### Nationalratswahlen
Von den bei den Schweizer Parlamentswahlen 2023 3935 Wahlberechtigten beteiligten sich 2223 Personen oder 56,49 % an der Wahl. Bei diesen Wahlen betrugen die Wähleranteile in Adligenswil: SVP 22,23 %, Die Mitte 20,03 %, SP 18,67 %, FDP 17,40 %, GPS 9,59 %, glp 9,42 %,  EVP 0,57 % und übrige Parteien 2,08 %.

## Wirtschaft
Im Jahr 2021 gab es 337 Arbeitsstätten mit 1678 Arbeitsplätzen in Adligenswil. Der Anteil der Beschäftigten in der Landwirtschaft ist in den letzten Jahrzehnten stark zurückgegangen. Die Landwirtschaft bietet nur noch 3,8 % der Erwerbstätigen (64 Personen) in 20 Betrieben eine berufliche Existenz. Weit bedeutender sind heute Industrie und Gewerbe mit 47 Betrieben und 309 Arbeitsplätzen und der Dienstleistungsbereich mit 270 Arbeitsstätten und 1305 Beschäftigten. Die grössten Arbeitgeber sind die Druckerei Ringier und das Marktforschungsinstitut DemoScope. Insgesamt gibt es in Adligenswil 2730 Erwerbstätige. Dennoch fällt die Pendlerbilanz mit 1933 Wegpendlern (davon 51,8 % in die Stadt Luzern) und nur 897 Zupendlern (meist aus den Nachbargemeinden) negativ aus.

### Verkehr
Adligenswil ist durch die Postautolinie 73 zwischen Luzern und Rotkreuz sowie die VBL-Buslinie 26 (Luzern Brüelstrasse–Adligenswil Dorf–Ebikon Ottigenbühl) erschlossen. Die nächstgelegenen Autobahnanschlüsse sind Emmen-Süd, Buchrain und Luzern-Zentrum.

## Bildung
In Adligenswil besuchten (Schuljahr 2022/2023) 109 Kinder die sechs Kindergartenklassen im Sigristenhaus, Dorf und Chriesibüel. Die Schulhäuser Dorf, Kehlhof und Obmatt boten 349 Primarschülern (in 18 Klassen) und 174 Oberstufenschülern (in 9 Klassen) eine Bildungsmöglichkeit. Für den Besuch von Mittelschulen und der Universität pendeln die Lernenden in die Nachbargemeinde Luzern.

### Lernende mit Schulort Adligenswil
| Schuljahr (2022/2023) | Kindergarten | Primarschule | Sekundarstufe, alle Niveaus | Gesamthaft |
| --------------------- | ------------ | ------------ | --------------------------- | ---------- |
| Abteilungen           | 6            | 18           | 9                           | 33         |
| Lernende              | 109          | 349          | 174                         | 632        |

aus der Gemeinde und Nachbargemeinden; Quelle LUSTAT

### Lernende mit Wohnort Adligenswil
| Schuljahr (2022/2023) | Kindergarten | Basisstufe | Primarschule | Gymnasium | Sekundarstufe, Niveau A/B | Sekundarstufe, Niveau C/D | Integrierte Sekundarschule | Sonderschulung | Gesamthaft |
| --------------------- | ------------ | ---------- | ------------ | --------- | ------------------------- | ------------------------- | -------------------------- | -------------- | ---------- |
| Lernende              | 111          | 0          | 360          | 55        | 98                        | 39                        | 5                          | 6              | 674        |

in der Gemeinde wohnhaft; Quelle LUSTAT

## Sehenswürdigkeiten
Die 1825 bis 1827 von den Brüdern Josef und Franz Händle erbaute Kirche St. Martin mit klassizistischen Altären und einem Chorgestühl aus dem Biedermeier und historischem Orgelgehäuse von Kiene sowie die von Wilhelm Keller 1863 in neugotischem Stil erbaute Kapelle St. Jost (St. Jodokus) mit Altargemälden von Melchior Paul von Deschwanden sind die bedeutendsten Sehenswürdigkeiten. Dazu kommen verschiedene Bauernhäuser am Dotteberg, deren Architektur von nationaler Bedeutung ist.

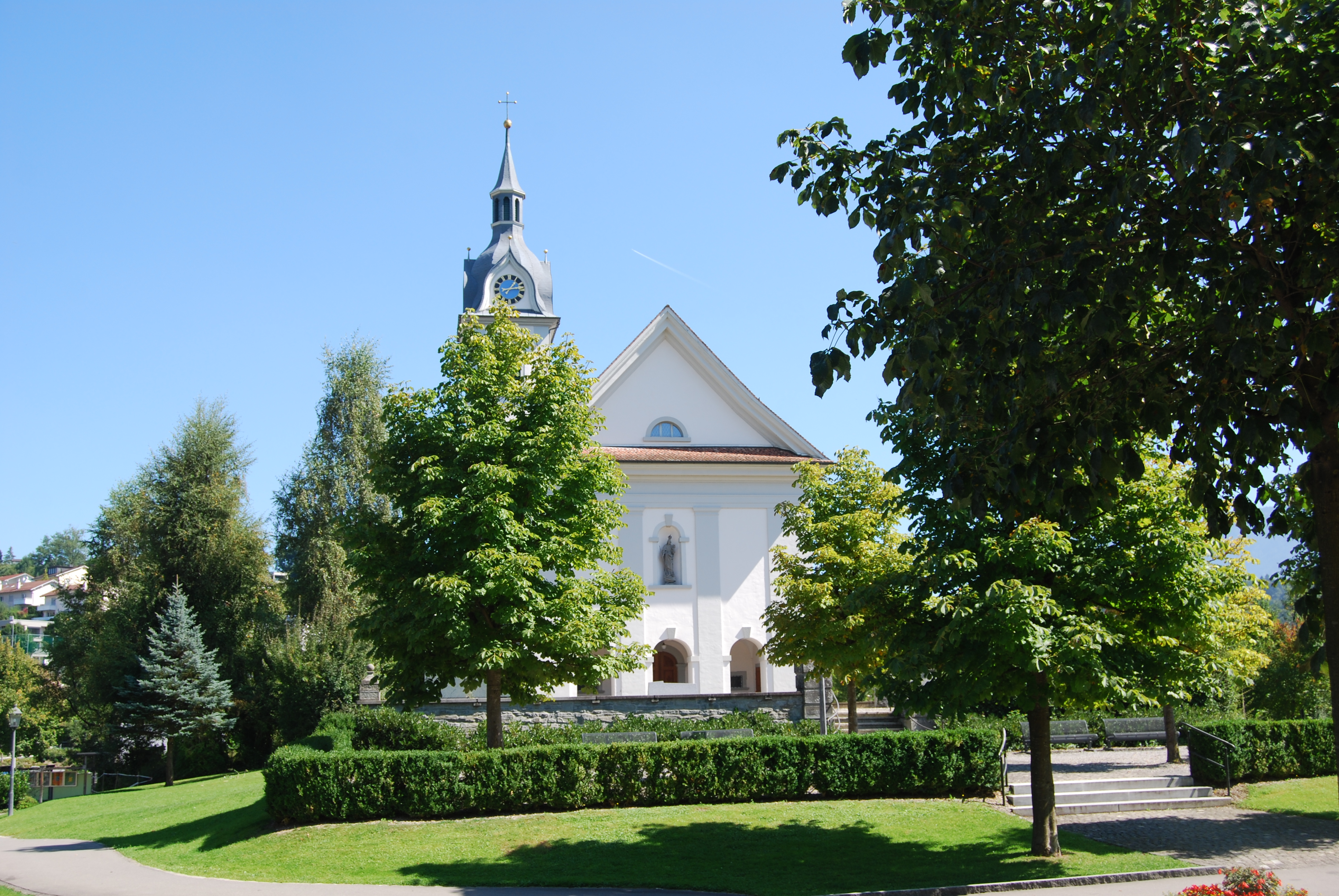
Kirche St. Martin, Adligenswil
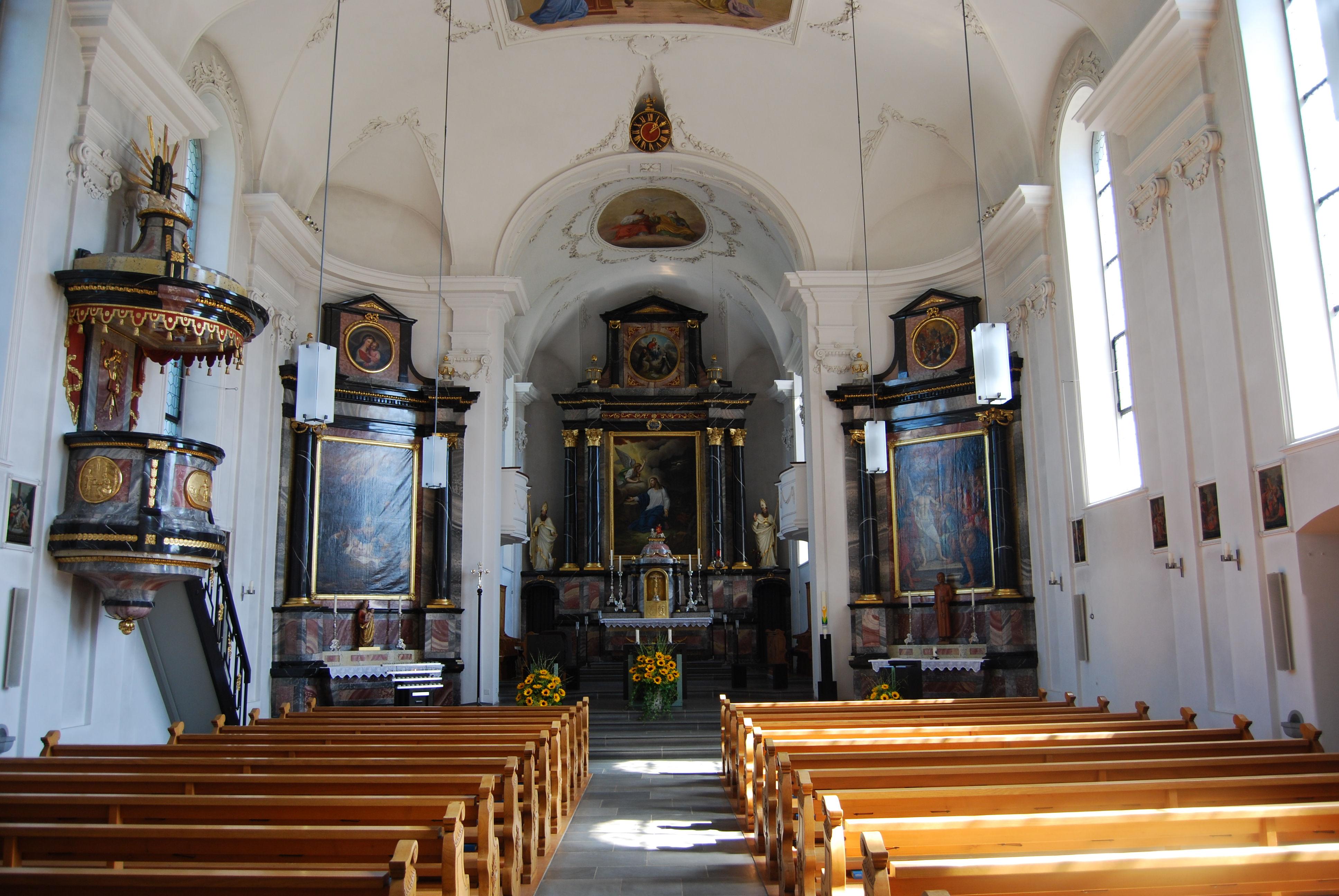
Innenansicht der Kirche St. Martin
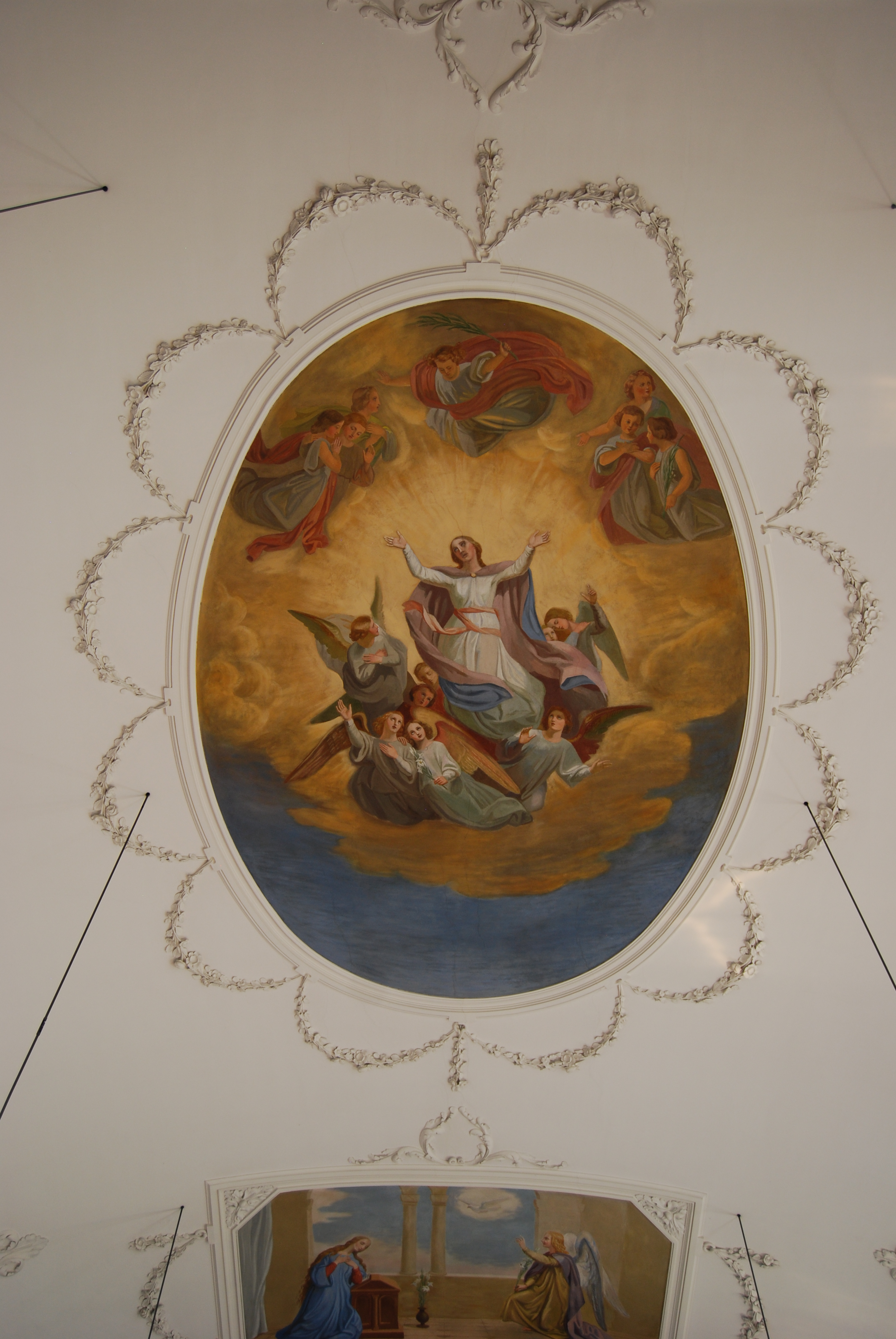
Deckenfresko in der Kirche St. Martin

## Persönlichkeiten
- Stephan Lichtsteiner (* 1984), ehemaliger Fussballspieler
- Rolf Luethi (1933–2015), Bildhauer, Maler, Zeichner. Lebte ab 1974 in Adligenswil.
- Regula Mühlemann (* 1986), Sopranistin
- Nico Siegrist (* 1991), Fussballspieler
- Ruben Vargas (* 1998), Fussballspieler des FC Sevilla